# Northamptonshire
Northamptonshire (kiejtése: /nɔrˈθæmptənʃər/ vagy /nɔrθˈhæmptənʃɪər/) Anglia egyik nem-nagyvárosi és ceremoniális megyéje az East Midlands régióban. Nyugatról Warwickshire, északról Leicestershire és Rutland, északkeletről Lincolnshire (Anglia legrövidebb, 19 méteres megyehatárával),  keletről Cambridgeshire, délkeletről Bedfordshire, délről Buckinghamshire, délnyugatról pedig Oxfordshire megyékkel határos.  Közigazgatási központja Northampton. A nem-nagyvárosi és ceremoniális megye határai megegyeznek.
Lakossága 2014-ben 693 900 fő volt.

## Története
Northamptonshire területéről a kőkorszakból nagyon kevés lelet maradt az utókorra. Az i.e. 5 században kelták vándoroltak be a kontinensről Britanniába és a megye területén is földvárakat emeltek Arburyben, Rainsborough-ban, Borough Hillen, de a legjelentősebb közülük Hunsbury Hillen volt. Az első században a kelta belgákhoz tartozó catuvellauni törzs telepedett meg Northamptonshire-ben, akiket a rómaiak i.sz. 43-ban hódítottak meg.
A római uralom összeomlása után angolszászok vándoroltak Britanniába, Northamptonshire területe egyik királyságukhoz, Merciához tartozott. 889 körül Kelet-Angliát meghódították a dánok és a megye is az általuk kormányzott Danelaw része lett. 917-ben I. Edward wessexi király visszavette a régiót, ám 940-ben a yorki vikingek újból végigpusztították és elfoglalták Northamptonshire-t, ahonnan az angolszászok két évvel később ismét kiűzték őket.
A megye nevét először az 1011-es Angolszász krónika említi Hamtunscire formában. A North (északi) jelzőt később kapta, hogy megkülönböztessék Southamptontól.
A Rockinghami vár Hódító Vilmos számára épült és egészen I. Erzsébet koráig királyi kastély volt. 1460-ban a rózsák háborújában a northamptoni csatában fogták el VI. Henrik királyt.
Az Egyesült Államok első elnökének, George Washingtonnak ősei is Northamptonshire-ből vándoroltak ki Amerikába 1656-ban. Egyik őse, Lawrance Washington több ízben is Northampton polgármestere volt.
Az angol polgárháborúban Northamptonshire a Parlament oldalán állt. A naseby csatában itt szenvedtek döntő vereséget a royalisták 1645-ben és két évvel később I. Károlyt a Holdenby House-ban tartották fogva. .
Az ipari forradalom idején a megye a cipőkészítésre és bőriparra specializálódott. Északi részén külszíni bányákban nagy mennyiségű vasércet fejtettek. A 20. század elején Corby jelentős acélipari központtá vált, azonban Northamptonshire nagyobb része továbbra is vidékies jellegű maradt.
Peterborough városa egészen 1965-ig Northamptonshire-hez tartozott, ám akkor a szomszédos apró Huntingdonshire-hez csatolták. A 70-es évekbeli közigazgatási reform után a város ma Cambridgeshire ceremoniális megye része.

## Közigazgatás és politika

Northamptonshire kerületei

Northamptonshire területe 7 kerületre oszlik:
1. South Northamptonshire
2. Northampton
3. Daventry
4. Wellingborough
5. Kettering
6. Corby
7. East Northamptonshire

Northamptonshire 7 képviselőt küldhet a parlament alsóházába. A 2015-ös választások után ezek közül valamennyi a Konzervatív Párt jelöltje volt.
A megye 10 ezer lakosnál népesebb települései: Northampton (212 100 fő), Kettering (67 635 fő), Corby (56 514 fő), Wellingborough (49 087 fő), Rushden (29 265 fő), Daventry (25 026 fő), Brackley (13 018 fő), Desborough (10 697 fő).  

## Gazdaság
Northamptonshire hagyományosan a cipőgyártásáról volt híres, ám ezek a gyárak mára szinte kivétel nélkül bezártak. A kivételek egyike a Dr. Martens márka gyártója, az R Griggs and Co Ltd. Egyéb nagyobb foglalkoztatók a Weetabix reggelizőpehely-gyártó, a Carlsberg sörgyár, az Avon Products, a Siemens, a Barclaycard, a Saxby Bros Ltd és a Golden Wonder chipsgyártó. A northamptonshire-i Silverstone-ban található az angol autóversenyzés legjelentősebb pályája, valamint a Mercedes AMG F1 és a Force India Formula–1 csapatok központja.
1995 és 2003 között a megye gazdasága 6,1 milliárd fontról 10,9 milliárdra nőtt. Ebből a mezőgazdaság 112 millióról 90 millióra csökkent, az ipar 2,1 milliárdról 3,2 milliárdra bővült, míg a szolgáltatások közel megduplázódtak: 3,87 milliárdról 7,55 milliárdra növekedtek.

## Híres northamptonshire-iek

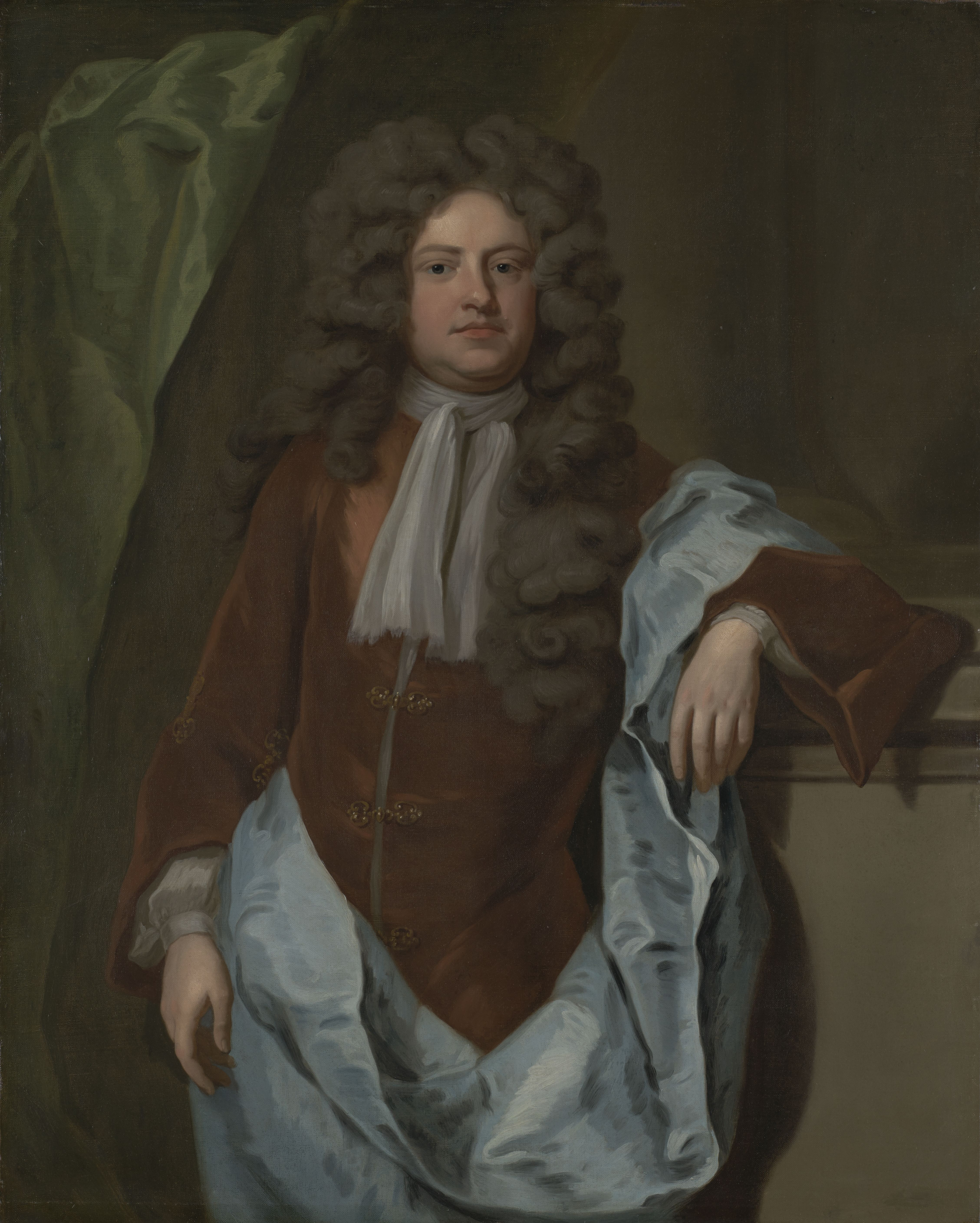
Charles Montagu, Halifax grófja

- Malcolm Arnold zeneszerző
- Herbert Ernest Bates író
- John Dryden költő, színműíró
- Thomas Fuller történész
- Henry Kingsley író
- Charles Montagu költő, államférfi
- Ebenezer Prout zeneteoretikus
- Edmund Rubbra zeneszerző
- Matt Smith színész
- John Wilkins természettudós
- Thom Yorke, a Radiohead énekese

## Látnivalók

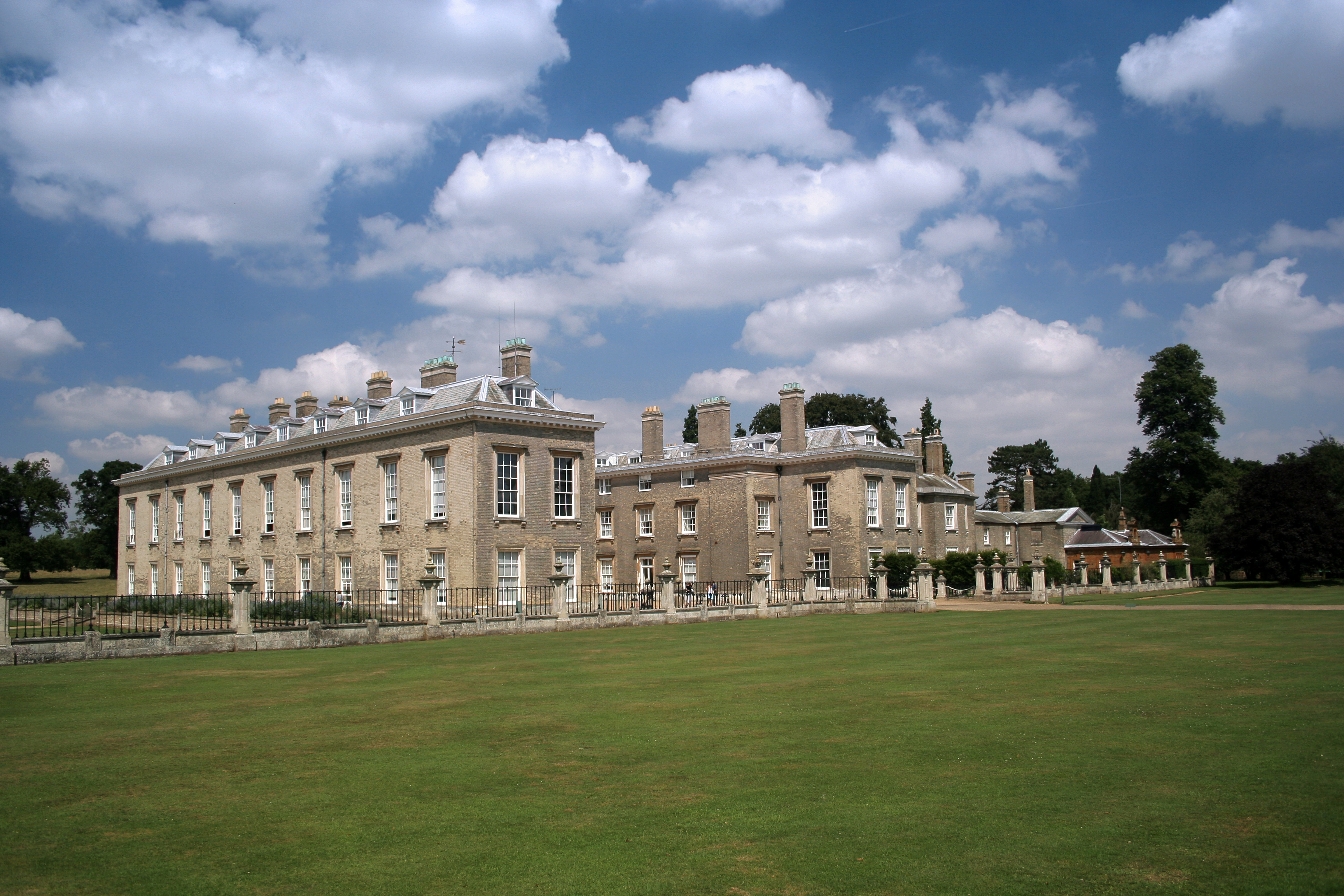
Althorp House
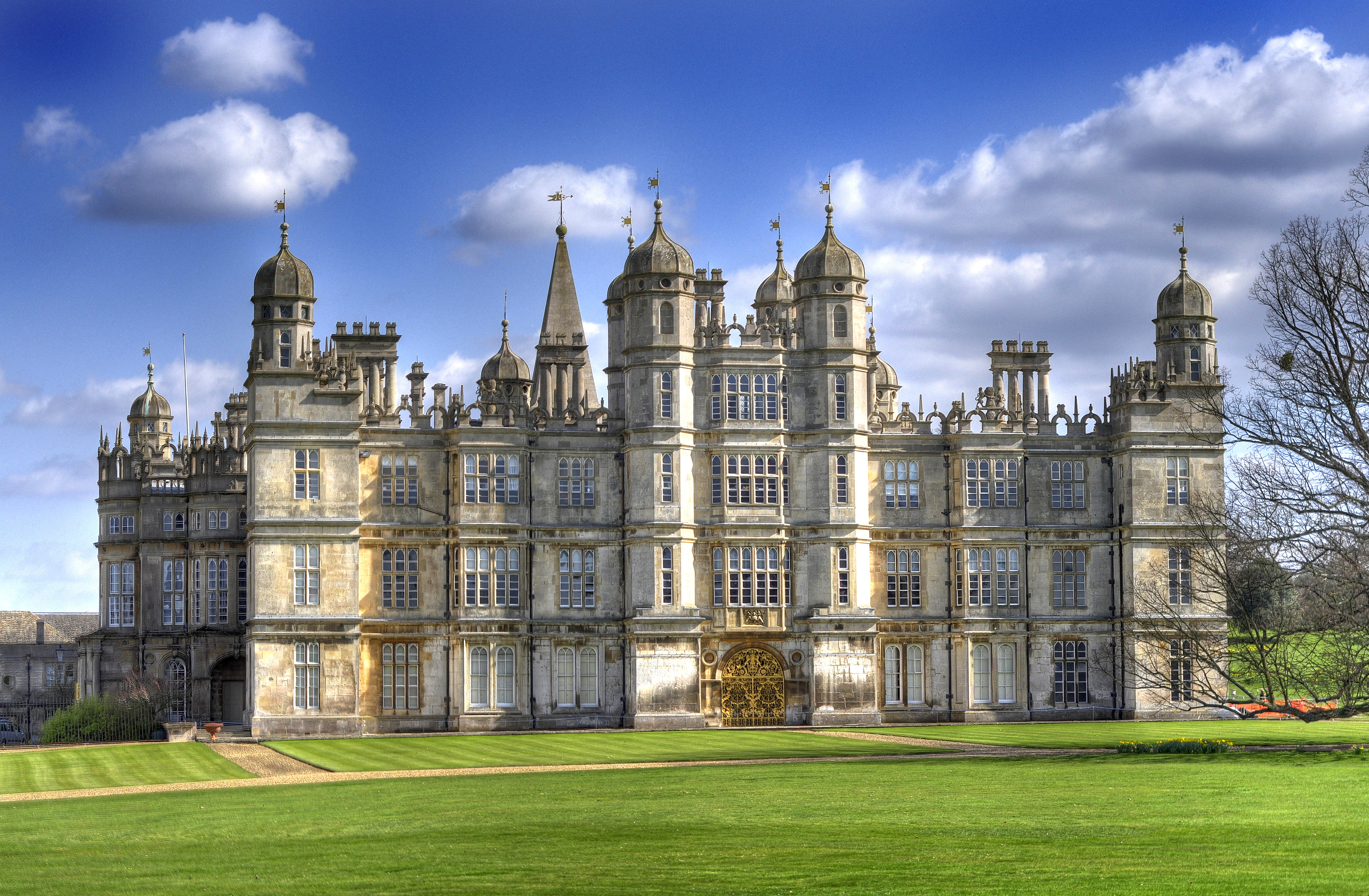
Burghley House
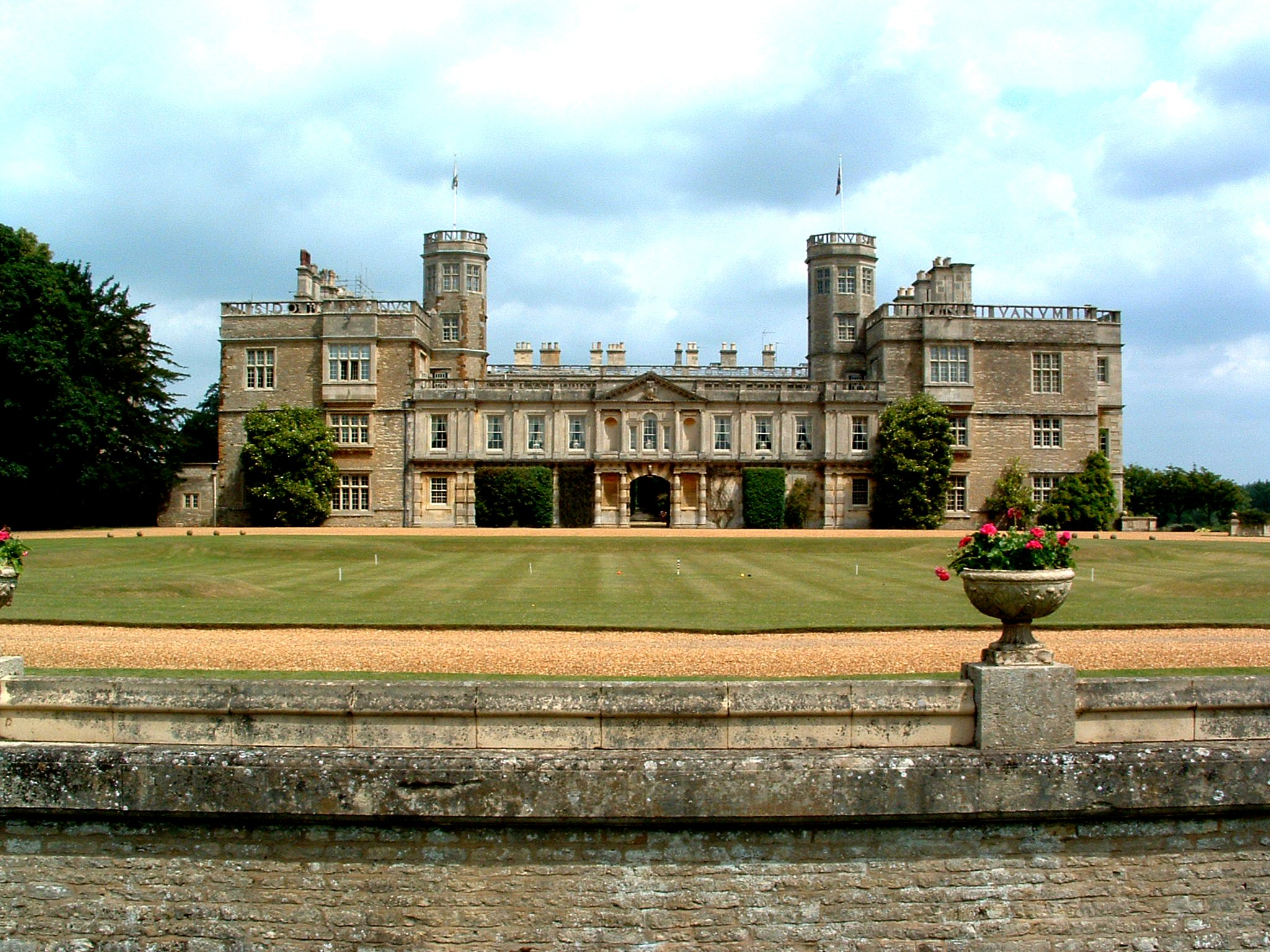
Castle Ashby
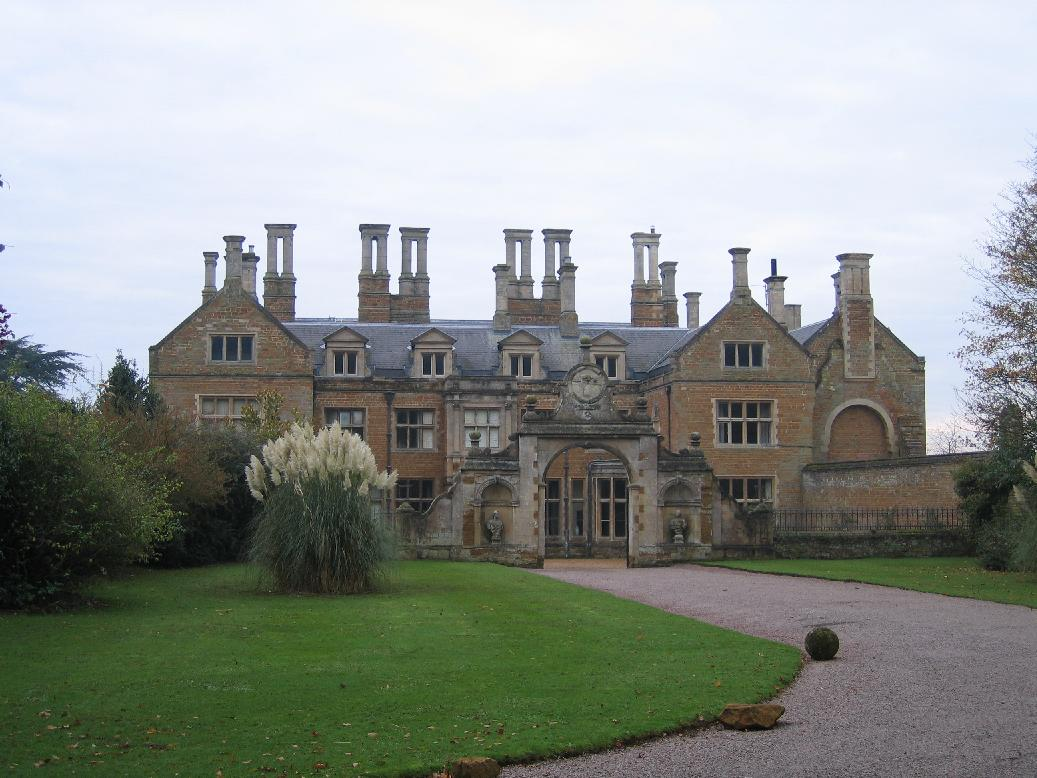
Holdenby House
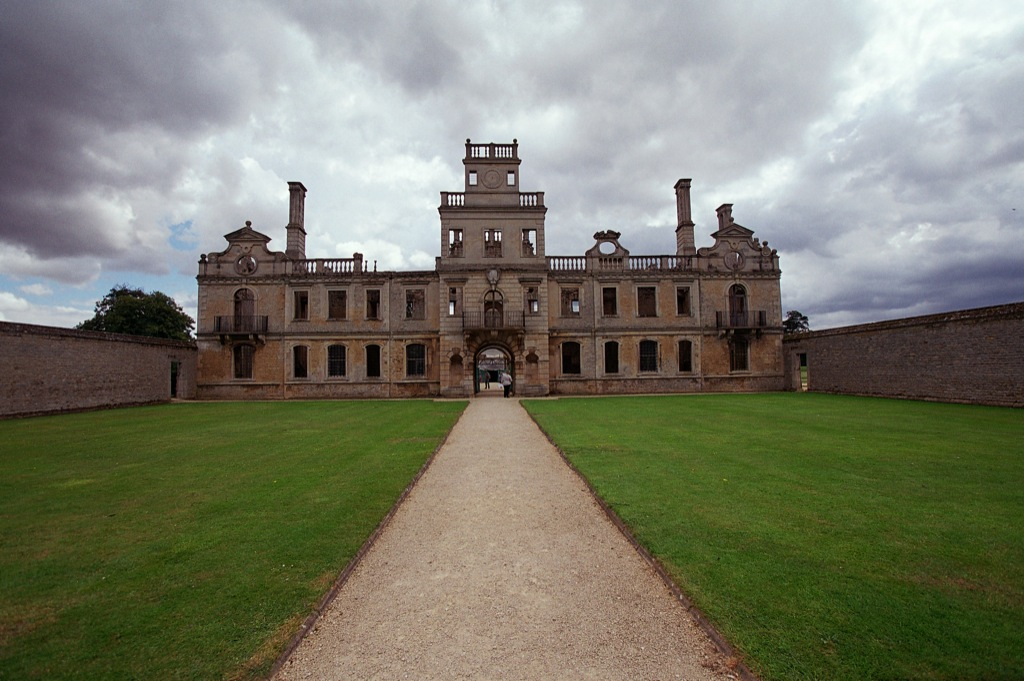
Kirby Hall
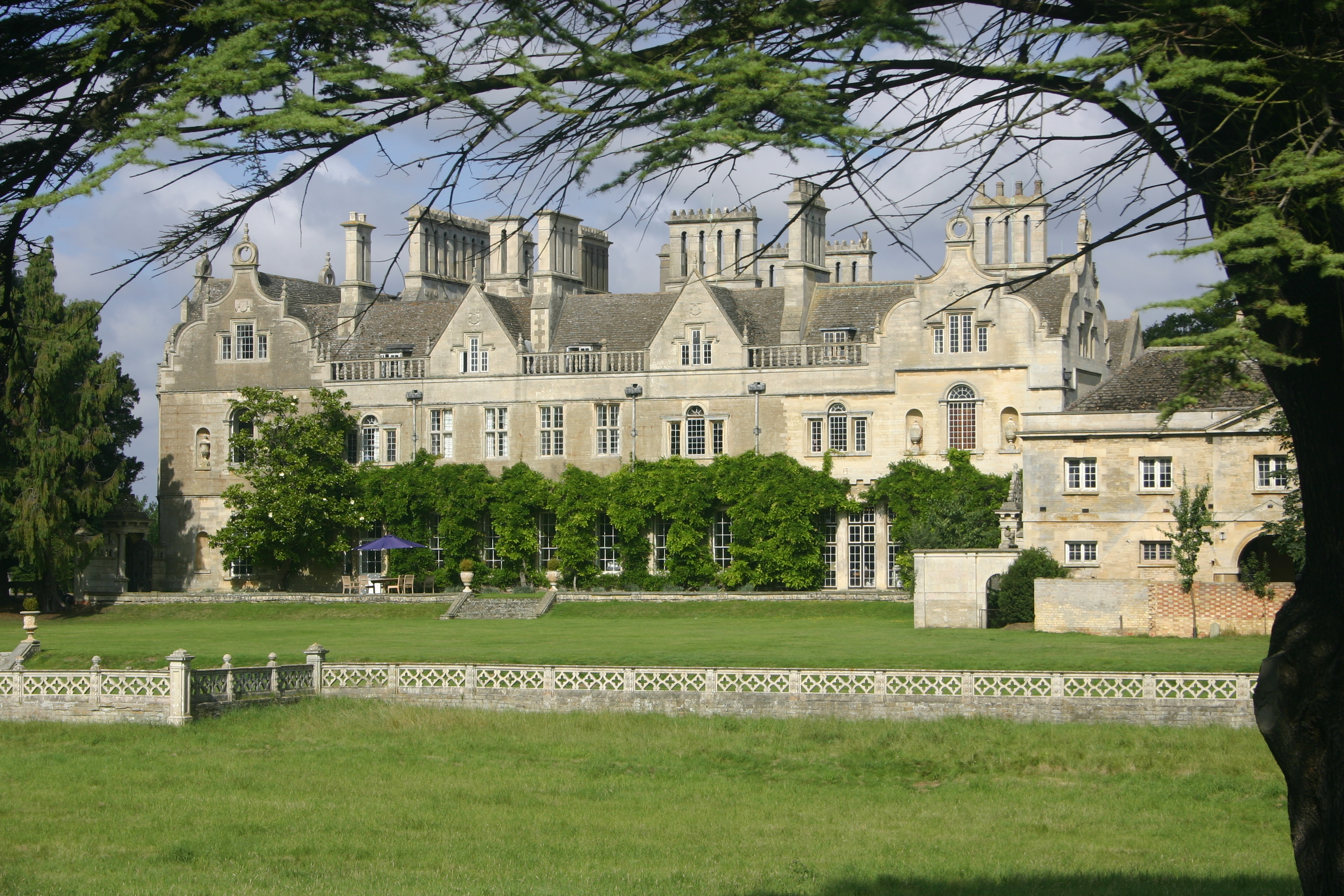
Lilford Hall
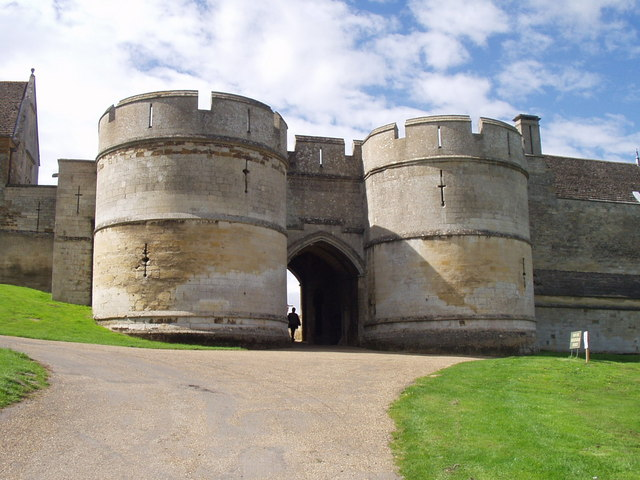
Rockinghami vár

## Fordítás
- Ez a szócikk részben vagy egészben  a   Northamptonshire című angol Wikipédia-szócikk ezen változatának fordításán alapul.  Az eredeti cikk szerkesztőit annak laptörténete sorolja fel. Ez a jelzés csupán a megfogalmazás eredetét és a szerzői jogokat jelzi, nem szolgál a cikkben szereplő információk forrásmegjelöléseként.